# Relations entre le Bangladesh et l'Indonésie
Les relations entre le Bangladesh et l'Indonésie sont les relations bilatérales de la république populaire du Bangladesh et de la république d'Indonésie. L'Indonésie est le plus grand pays musulman du monde, tandis que le Bangladesh est le quatrième. Ils font partie des Nations unies et de diverses organisations multilatérales, notamment dans le cadre du maintien de la paix internationale, des 8 pays en développement, du Mouvement des pays non alignés, de l'Organisation mondiale du commerce et de l'Organisation de la coopération islamique. Le Bangladesh a une ambassade à Jakarta, tandis que l'Indonésie en a une à Dacca. Les relations diplomatiques officielles ont été établies en 1972 après que l'Indonésie soit devenue l'un des premiers pays musulmans à reconnaître le Bangladesh indépendant.

## Histoire
Les contacts entre la région du Golfe du Bengale et l'archipel indonésien ont commencé il y a des siècles. L'Indonésie et le Bangladesh ont été reliés au réseau commercial maritime de la Route de la soie de l'Océan indien, où les marchandises voyagent et les idées s'échangent. Depuis le début du IVe siècle, l'Indonésie a reçu des influences hindoues, puis bouddhistes du sous-continent indien. Au IXe siècle, l'empire Srivijaya a établi des contacts par le biais de relations religieuses et éducatives avec des écoles, des monastères et des universités bouddhistes de l'Inde ancienne et du Bangladesh, tels que Nâlandâ et Somapura,.
Après la séparation du Bangladesh du Pakistan, l'Indonésie ainsi que d'autres pays musulmans non arabes comme la Malaisie, la Turquie et l'Afghanistan ont immédiatement reconnu la souveraineté du Bangladesh en 1971. Par la suite, le Bangladesh, peu après son indépendance en 1971, a établi des relations diplomatiques avec l'Indonésie et l'ambassade a commencé à fonctionner à partir de mai 1972.

## Coopérations
Les deux pays se félicitent des initiatives visant à renforcer la coopération bilatérale dans divers domaines, notamment le commerce et l'investissement, l'agriculture, la défense, l'éducation, la sécurité alimentaire, la bonne gouvernance, la lutte contre le terrorisme, la recherche et la technologie ainsi que l'atténuation et la gestion des catastrophes. Outre la coopération bilatérale, les deux nations ont échangé leurs points de vue sur la coopération des deux pays dans les forums régionaux et mondiaux. En tant que pays à majorité musulmane, les deux nations ont également échangé leurs points de vue et exprimé leurs préoccupations sur la question des réfugiés musulmans rohingyas au Myanmar voisin.
Fin octobre, le Bangladesh et l'Indonésie ont tous deux connu des grèves impliquant des millions de travailleurs à bas salaires qui réclamaient des augmentations substantielles de leur salaire minimum. Semen Indonesia, le plus grand fabricant de ciment du pays, réfléchit à des plans d'expansion de ses activités au Bangladesh afin de tirer parti de la demande croissante des consommateurs bangladais. Selon une étude de 2010, le Bangladesh, l'Indonésie et l'Iran sont les pays les plus menacés par les phénomènes météorologiques et géophysiques extrêmes. La société de conseil en risques mondiaux Maplecroft a mis au point l'indice de risque de catastrophes naturelles pour permettre aux entreprises et aux compagnies d'assurance d'identifier les risques liés aux actifs internationaux.
L'Indonésie a récemment signé un accord avec une société pharmaceutique du Bangladesh pour exporter ses produits vers leur pays, où le Bangladesh voit un autre marché potentiel pour ses produits pharmaceutiques. Le commerce entre les deux pays s'est élevé à 1,53 milliard de dollars US en 2017.